# Serie B 1995-1996 (calcio femminile)
L'edizione 1995-1996 è stata la ventisettesima edizione del campionato di Serie B femminile italiana di calcio.

## Stagione

### Novità
Il Perugia è stato ammesso in Serie A 1995-1996 a completamento organici.
Variazioni prima dell'inizio del campionato:
cambi di denominazione:
- da "A.S. Fiamma Roma" a "G.S. Roma C.F." di Roma,
- da "A.C.F. Zelarino Venezia" di Mestre ad "A.C.F. Venezia Jesolo" di Jesolo;

fusione:
- "Pol. Real Saliceta" di Baggiovara di Modena e "C.F. Modena" in "Modena C.F. Forese Nord" di Modena;

società non avente diritto ammessa in Serie B:
- "A.S. Gravina C.F." di Gravina in Puglia (12ª in Serie A 1994-1995, rinuncia per iscriversi in Serie B).

società che hanno rinunciato al campionato di Serie B:
- "A.C.F. Firenze", "A.C.F. Pozzuoli" e "Pol. Santalfiese" (promosse in Serie B dopo gli spareggi tra le vincenti di Serie C),
- "C.F. Germignaga", "A.C.F. Cuneo", "A.C.F. Sant'Alessio", "A.C.F. Graf 3 Roma XII", "A.S.Pol. Belvedere" (rinunciatarie alla Serie B).

### Formula
Vi hanno partecipato 23 squadre divise in due gironi. La prima classificata di ognuno dei due gironi viene promossa in Serie A, mentre la terza squadra promossa viene determinata da uno spareggio in campo neutro tra le seconde classificate. Le ultime tre classificate di ciascun girone vengono retrocesse nei rispettivi campionati regionale di Serie C.

## Girone A

### Squadre partecipanti
| Club                       | Città              | Stagione 1994-1995                      |
| -------------------------- | ------------------ | --------------------------------------- |
| A.C.F. Ambrosiana          | Milano Crescenzago | 2º posto in Serie B/A                   |
| A.C.F. Calendasco          | Calendasco         | 9º posto in Serie B/A                   |
| A.C.F. Dinamo Faenza       | Faenza             | 1º posto in Serie C Emilia Romagna      |
| Pol. Flumini               | Quartu Sant'Elena  | 7º posto in Serie B/A                   |
| A.C. Foroni                | Verona             | 1º posto in Serie C Veneto              |
| A.C.F. Paros               | Milano             | 5º posto in Serie B/A                   |
| A.C.F. Sarzana             | Sarzana            | 1º posto in Serie C Liguria             |
| A.C.F. Sporting Segrate 92 | Segrate            | 11º posto in Serie B/A                  |
| C.F. Trecate               | Trecate            | 6º posto in Serie B/A                   |
| A.C.F. Trento              | Trento             | 1º posto in Serie C Trentino-Alto Adige |
| A.C.F. VeneziaJesolo       | Jesolo             | 8º posto in Serie B/A                   |
| U.S.C.F. Vittorio Veneto   | Vittorio Veneto    | 12º posto in Serie B/A                  |

### Classifica finale
|  | Pos. | Squadra             | Pt | G  | V  | N | P  | GF | GS | DR  |
|  | ---- | ------------------- | -- | -- | -- | - | -- | -- | -- | --- |
|  | 1.   | Calendasco          | 54 | 22 | 17 | 3 | 2  | 64 | 20 | +44 |
|  | 2.   | Sporting Segrate 92 | 47 | 22 | 14 | 5 | 3  | 37 | 17 | +20 |
|  | 3.   | Sarzana             | 39 | 22 | 11 | 6 | 5  | 42 | 17 | +25 |
|  | 3.   | Trecate             | 39 | 22 | 12 | 3 | 7  | 41 | 35 | +6  |
|  | 5.   | Flumini             | 37 | 22 | 11 | 4 | 7  | 44 | 36 | +8  |
|  | 6.   | VeneziaJesolo       | 31 | 22 | 9  | 4 | 9  | 31 | 34 | -3  |
|  | 7.   | Foroni              | 27 | 22 | 6  | 9 | 7  | 21 | 27 | -6  |
|  | 8.   | Vittorio Veneto     | 25 | 22 | 7  | 4 | 11 | 26 | 38 | -12 |
|  | 9.   | Ambrosiana          | 23 | 22 | 6  | 5 | 11 | 35 | 55 | -20 |
|  | 10.  | Paros Milano        | 20 | 22 | 5  | 5 | 12 | 26 | 38 | -12 |
|  | 11.  | Dinamo Faenza       | 14 | 22 | 4  | 2 | 16 | 29 | 55 | -26 |
|  | 12.  | Trento              | 13 | 22 | 3  | 4 | 15 | 33 | 57 | -24 |

Legenda:
      Promossa in Serie A
 Ammessa allo spareggio promozione
      Retrocessa in Serie C
Note:
Tre punti a vittoria, uno a pareggio, zero a sconfitta.
La Dinamo Faenza e il Trento sono stati successivamente riammessi a completamento organici.

## Girone B

### Squadre partecipanti
| Club                      | Città                | Stagione 1994-1995          |
| ------------------------- | -------------------- | --------------------------- |
| A.C. Atletico Taormina    | Taormina             | 1º posto in Serie C Sicilia |
| Edil Mancini Fasano C.F.  | Fasano               | 8º posto in Serie B/B       |
| S.S. Fiamma Bari          | Bari                 | 1º posto in Serie C Puglia  |
| U.S. Frosinone            | Frosinone            | 7º posto in Serie B/B       |
| A.S. Gravina C.F.         | Gravina in Puglia    | 12º posto in Serie A        |
| S.S. Ideal Club Incisa    | Incisa in Val d'Arno | 3º posto in Serie B/B       |
| Pol. La Stalla Imola C.F. | Imola                | 4º posto in Serie B/A       |
| A.S. Martina Franca       | Martina Franca       | 10º posto in Serie B/B      |
| Modena C.F. Forese Nord   | Modena               | 3º posto in Serie B/A       |
| G.S. Roma C.F.            | Roma                 | 5º posto in Serie B/B       |
| A.C.F. Sporting Sorrento  | Sorrento             | 4º posto in Serie B/B       |

### Classifica finale
|  | Pos. | Squadra             | Pt | G  | V  | N | P  | GF | GS | DR  |
|  | ---- | ------------------- | -- | -- | -- | - | -- | -- | -- | --- |
|  | 1.   | Modena Forese Nord  | 46 | 20 | 14 | 4 | 2  | 86 | 13 | +73 |
|  | 2.   | Sporting Sorrento   | 44 | 20 | 13 | 5 | 2  | 33 | 13 | +20 |
|  | 3.   | La Stalla Imola     | 37 | 20 | 11 | 4 | 5  | 51 | 23 | +28 |
|  | 3.   | Gravina in Puglia   | 37 | 20 | 11 | 4 | 5  | 42 | 32 | +10 |
|  | 5.   | Roma CF             | 36 | 20 | 10 | 6 | 4  | 28 | 12 | +16 |
|  | 6.   | Ideal Club Incisa   | 35 | 20 | 9  | 8 | 3  | 37 | 27 | +10 |
|  | 7.   | Atletico Taormina   | 22 | 20 | 6  | 4 | 10 | 33 | 43 | -10 |
|  | 7.   | Martina Franca      | 22 | 20 | 6  | 4 | 10 | 39 | 54 | -15 |
|  | 9.   | Fiamma Bari         | 13 | 20 | 3  | 4 | 13 | 21 | 56 | -35 |
|  | 10.  | Frosinone           | 11 | 20 | 3  | 2 | 15 | 20 | 62 | -42 |
|  | 11.  | Edil Mancini Fasano | 4  | 20 | 1  | 1 | 18 | 12 | 67 | -55 |

Legenda:
      Promossa in Serie A
 Ammessa allo spareggio promozione
      Retrocessa in Serie C
Note:
Tre punti a vittoria, uno a pareggio, zero a sconfitta.
La Fiamma Bari è stata successivamente riammessa a completamento organici.

## Spareggio promozione
Essendo pari lo scambio promosse/retrocesse con la Serie A, per determinare la terza squadra promossa si disputò uno spareggio in campo neutro tra le seconde squadre classificate dei due gironi.
|                     | Risultati |                   | Luogo e data     |
| ------------------- | --------- | ----------------- | ---------------- |
| Sporting Segrate 92 | 1 - 0     | Sporting Sorrento | ?, ? maggio 1996 |
|                     |           |                   |                  |

## Verdetti finali
- Calendasco, Modena Forese Nord e Sporting Segrate 92 promosse in Serie A.
- Paros, Dinamo Faenza, Trento, Fiamma Bari, Frosinone e Edil Mancini Fasano retrocesse nei rispettivi campionati regionali di Serie C.